# Joaquín Laseca
Joaquín Laseca (Zaragoza, 1758 - 11 de junio de 1820) fue un organista y compositor español.

## Biografía
Fue bautizado en la iglesia parroquial de San Pablo en 1758. A los nueve años de edad ingresó como infante en la Seo de Zaragoza, donde permanecería siete años: desde 1767 hasta 1774.
En 1774 pidió la excedencia en la Seo de Zaragoza, le fue concedida y fue registrada en el acta capitular, en la que se hizo constar que le dejaban la ropa y la limosna acostumbrada. Unos días más tarde, le concedieron una renta anual de 16 libras y 9 sueldos, hecho consignado también en el acta capitular de la seo.

## Primer organista en Nuestra señora del Portillo (Zaragoza,1775)
En 1775 fue nombrado primer organista de Ntra. Señora de El Portillo de Zaragoza, probablemente su primera oficial tras su dejación como infante de la Seo de Zaragoza, y sucedió así al organista anterior: Pedro Barbayé.

## Opositor para principal organista de la Catedral de Pamplona (1777)
En abril de 1777, siendo segundo organista de La Seo de Zaragoza, se presentó a las oposiciones de organista principal de la Catedral de Pamplona.

## Propuesta de sucesión de la Seo de Zaragoza “La Futura de primer organista” (1780)
Al cumplir los cincuenta años de edad, Joaquín Nebra, primer organista de la Seo de Zaragoza, se propuso que fuera Joaquín Laseca el sucesor oficial, y que se le concediera “la futura de primer organista”. Esta proposición la realizaría el maestro de capilla de dicho santuario, Francisco Javier García, apodado el “Españoleto”, al cabildo zaragozano, que haría la concesión y daría derecho a la sucesión de “la futura primer organista” a Joaquín Laseca el 15 de septiembre de 1780.
Tras la muerte de Joaquín Nebra, ocurrida el 16 de agosto de 1782, Laseca recuerda a su cabildo dicha concesión de primer organista de la Seo de Zaragoza, y confirmó la concesión de la palza el cabildo zaragozano en las actas capitulares de la seo.
En 1819, enfermo ya Joaquín Laseca, el cabildo propuso su jubilación.

## Obras
- Sonata del 5º tono
- Sonata del 4º tono
- Adagio de varios tonos
- Lleno (en sol Mayor)
- Dúo de tiples: Divino Redentor
- Magnificat